# San Diego Gulls
För andra betydelser, se San Diego Gulls (olika betydelser).
San Diego Gulls är en amerikansk ishockeyklubb från San Diego, Kalifornien. 
Laget spelar i American Hockey League och är sedan 2015 NHL-laget Anaheim Ducks farmarlag, då de ersatte Norfolk Admirals.